# 12歳の天才
『12歳の天才』(Recorded Live: The 12 Year Old Genius)は、1962年に発表されたスティーヴィー・ワンダーのアルバム。スティーヴィー・ワンダーの最初に発売されたライブ・アルバムである。

## 特徴
最初の収録曲である「フィンガーティップス」Pt1&Pt2の全米ヒットチャート1位により、スティーヴィーの名前を一躍有名にした作品である。
スティーヴィー・ワンダーにはスタジオでその実力を十分発揮できなかったという問題点があった。モータウンとの契約規定により、スティーヴィーはクラブでのプレイを禁じられており、ライブを演じる機会はモータウンが時折寄せ集めで実施するパッケージ化されたコンサートに限られていたが、それらのショーで彼は本能的に振る舞うだけで衆目の的となっており、観客を大いに湧かせていた。彼の独走にセッション・ミュージシャンは即興で応じ、クラレンス・ポールはショーを止めるためにステージに上がり、彼を力ずくでステージから引きずり降ろしていたという。
売り込みの才能のあるモータウンの社長、ベリー・ゴーディは彼のライブ・パフォーマンスをレコード化することを決断。『ジャズ・ソウル〜スティーヴィー・ワンダー・ファースト・アルバム』と『レイ・チャールズに捧ぐ』から曲を採り、シカゴのリーガル・シアターでライブ・レコーディングを行い、『12歳の天才』としてリリースすることになった。いずれも、スタジオ・ヴァージョンよりも格段によくなっているが、突出しているのは「フィンガーティップス」の新ヴァージョンである。スティーヴィーの若さと、そこから生じるエネルギーの融合はゴスペルに由来するものでありながら、ロックンロールでもある。
シングル「フィンガーティップス」は1963年5月21日にリリースされ、その10日後にライブLPも発売されている。これはスティーヴィーにとって初めてのアルバムリリースであった。既にレコーディングされていた2枚のスタジオアルバムはスティーヴィーの評判があがるまでお蔵入りされていたからである。
シングル「フィンガーティップス」とこのアルバムのヒットにより、瞬く間にスティーヴィーはモータウンレコードの代表的アーティストとなったが、同時に彼は義務教育を終えていない子供でもあり、義父や教育委員会の妨害、クラスメートのいじめもあったという。問題が解決されるのは、母親の新聞への広告により、盲学校通学とツアー中の家庭教師のプログラムが組まれてからであった。

## 収録曲
Side 1
1. フィンガーティップス - Fingertips
2. ソウル・ボンゴ - Soul Bongo
3. ラ・ラ・ラ - La La La La La

Side 2
1. マスカレイド・イズ・オーヴァー  - (I'm Afraid) The Masquerade Is Over
2. ハレルヤ・アイ・ラヴ・ハー・ソー - Hallelujah I Love Her So
3. ドローウン・イン・マイ・オウン・ティアーズ - Drown In My Own Tears
4. ドント・ユー・ノウ - Don't You Know